# Château du Puget (Massals)
Pour les articles homonymes, voir Château du Puget.
Le château du Puget est un château situé à Massals, dans le Tarn (France).

## Historique
Il n'existe que peu d'informations historiques sur le château du Puget.
Néanmoins, il semble que le château date du XVIIe siècle, lorsque le premier seigneur du Puget, Jean de Brandouin, est cité. La famille de Brandouin restera en possession de la bâtisse jusqu'à la fin du XVIIIe siècle, sûrement jusqu'à ce qu'elle soit vendue comme bien national à la Révolution française.

## Architecture
Le château du Puget se compose d'un corps de logis rectangulaire orienté nord-sud, derrière lequel s'articule une aile en U à l'ouest. Le logis s'élève sur quatre étages et est flanqué en son milieu par une tour coiffée en pavillon surmontant la toiture du bâtiment. L'ensemble de ces toitures sont d'ailleurs faites d'ardoises. La façade principale se découpe en sept travées, dont celle centrale est occupée par la tour. Elle est couverte d'un enduit gris, et ornée de bandeaux, de bossage en table aux angles de l'édifice et aux bordures de la tour, ainsi que d'une horloge en haut de la tour.

## Famille de Brandouin
La famille de Brandouin ou de Brandoin est une famille noble originaire du Rouergue et de l'Albigeois, aujourd'hui éteinte.
La famille de Brandouin est connue à partir du XVIe siècle, à Massals tout d'abord, puis à partir de 1552 dans le Rouergue. Les deux premiers membres connus sont les frères Jean  (1530 - 1593) et Jacques de Brandouin (1520 - ?). Jean n'a apparemment pas d'héritiers, et la famille descend donc uniquement de Jacques,.

### Héraldique
Le blason de la famille de Brandouin est : "D'or, au baril de gueules, accompagné en chef de deux molettes d'éperon de même".

### Lignée
- Jacques de Brandouin (v. 1520 - ?). Marié à Antoinette de Boisset[4]vers 1540, dont :
  - Ludovic (v. 1560 - ?), maître coûturier ;
  - Raymond (v. 1560 - v. 1636), marchand à Albi ;
  - Charles (v. 1565 - ?) ;
  - Jacques II, qui suit.
- Jacques II de Brandouin (v. 1560 - ?), notaire royal à Balaguier[5]. Marié le 16 juillet 1577 à Phélize de Prunet[6];

- Jean de Brandouin (? - testament le 16 février 1653), seigneur du Puget et de Balaguier. Marié le 10 janvier 1620 à Françoise de Roubière dont :
  - Jacques III, seigneur de Balaguier et trésorier général à Toulouse ;
  - Jean II, qui suit ;
  - Barthélémi, seigneur de La Molière[7] ;
  - Françoise, mariée à Nicolas de Bayne ;
  - Marie et Isabeau.
- Jean II de Brandouin, seigneur du Puget et de Blanc[8]. Marié le 28 février 1666 à Marie-Anne Dupuy ;
- Pierre de Brandouin, seigneur du Puget et de Saint-Jean[9], coseigneur de Massals. Marié à Thérèse de Péguayroles ;
- Jean-Pierre-Etienne de Brandouin, seigneur de Miramont et du Puget. Marié le 25 mai 1749 à Anne de Faramond ;
- Monsieur de Brandouin, seigneur du Puget. Marié à Éléonore de Matha ;
- Monsieur de Brandouin, magistrat sous la Restauration et conseiller général du Tarn. Il n'a qu'une fille[2].